# Amfitheater van Arles
Het Amfitheater in Arles is een Romeins amfitheater in het Franse Arles, dat tegenwoordig een van de grootste toeristische trekpleisters van de stad is. Het werd gebouwd tussen 80 en 90, en werd geopend tijdens de regeerperiode van keizer Domitianus. Het werd vooral gebruikt voor wagenrennen en voor man-tegen-mangevechten. Tegenwoordig wordt de arena gebruikt voor stierenvechten, toneelvoorstellingen en concerten in de zomer.
Het gebouw heeft een ovale arena, omgeven door terrassen, galerijen op twee niveaus (60 in totaal), tribunes en een systeem waardoor het publiek snel het theater kon verlaten. De constructie was duidelijk geïnspireerd op het Colosseum in Rome, dat iets eerder werd geopend. De afmetingen van de buitenring meten 136 x 109 meter. Het theater kon ongeveer 25.000 toeschouwers herbergen.
Met de val van het West-Romeinse Rijk in de vijfde eeuw, werd het amfitheater een schuilplaats voor de bevolking. Nog later werd de arena omgevormd tot een fort met vier torens. Binnen de muren van de arena stonden meer dan 200 huizen en twee kapellen. Tot 1825 was de arena een woonwijk van Arles. De schrijver Prosper Mérimée nam het initiatief om een nationaal monument van het amfitheater te maken. In 1830 werd er voor het eerst een evenement georganiseerd. Vincent van Gogh schilderde de arena in 1888 na een bezoek van een stierengevecht. Vanaf 1981 staat het amfitheater, samen met andere Romeinse, en ook romaanse bouwwerken op de Werelderfgoedlijst van UNESCO onder de inschrijving Arles, Romeinse en romaanse monumenten.